# Gündüz Ikeda
Gündüz Ikeda (japonès: 池田 正敏)  (ciutat de Tòquio, 25 de febrer de 1926 - Ankara, 9 de febrer de 2003), de naixement Masatoshi Ikeda, va ser un matemàtic japonès, nacionalitzat turc.

## Vida i obra
Ikeda va néixer a Tòquio, fill d'un estadístic i una mestra. Es va graduar a la universitat d'Osaka el 1948 i va començar el seu treball de recerca sobre les àlgebres de Frobenius. Va obtenir el doctorat el 1953, dirigit per Kenjiro Shoda, amb un conjunt d'articles publicats i, a continuació, va treballar amb l'escola d'algebraistes de Tadasi Nakayama. A partir de 1955 es va començar a interessar per la teoria de nombres i va estar els anys 1955-1957 a la universitat d'Hamburg ampliant estudis sota la direcció d'Helmut Hasse. En aquesta ciutat va conèixer la seva col·lega Emel Ardor, una matemàtica turca que anys després esdevindria la seva esposa.
A partir de 1960, i fins a 1968, va ser professor de la universitat de l'Egeu a Esmirna. D'aquest període daten les seves importants aportacions al teorema de Grunwald-Wang i també el seu matrimoni, la seva nacionalització turca i el canvi del seu nom japonès, Masatoshi, pel més turc Gündüz. El 1969 es va incorporar a la Universitat Tècnica de l'Orient Mitjà d'Ankara, en la qual va romandre fins al 1992, amb estances a diferents institucions docents com l'institut d'Estudis Avançats de Princeton, la universitat Hacettepe de Turquia, la universitat Yarmouk de Jordània o la universitat turc xipriota de l'Est del Mediterrani. A partir de 1993 va ser investigador col·laborador de diferents centres de recerca del TÜBITAK (el consell de recerca científica turc) a Istanbul. Va morir a Istanbul l'any 2003.